# Achaearanea triguttata
Achaearanea triguttata là một loài nhện trong họ Theridiidae.
Loài này thuộc chi Achaearanea. Achaearanea triguttata được Eugen von Keyserling miêu tả năm 1891.